# Ancistrus luzia
Ancistrus luzia — вид сомоподібних риб з родини лорікарієвих (Loricariidae). Описаний у 2022 році.

## Назва
Вид названо на честь Лузії, найдавніших в Америці решток людини, що датуються віком 11-11,5 тис. років.

## Поширення
Ендемік Бразильського нагір'я. Поширений у басейні річок Тапажос і Шінгу.